# Palaeosetidae
Los paleosétidos (Palaeosetidae) son una familia de lepidópteros exoporios de la superfamilia Hepialoidea. Son llamadas "polillas fantasma minúsculas" (Miniature Ghost Moths) y son hepialoideos primitivos. 

## Sistemática
Está constituida por 4 géneros y 7 especies. Un género Osrhoes, se encuentra en Colombia, y los otros géneros presentan una distribución que va desde Assam hasta Australia (Kristensen, 1999: 59-61; Nielsen y coles., 2000).
- Palaeoses Turner, 1922
  - Palaeoses scholastica Turner, 1922
- Genustes Issiki and Stringer, 1932
  - Genustes lutata Issiki and Stringer, 1932
- Ogygioses Issiki and Stringer, 1932
  - Ogygioses caliginosa Issiki and Stringer, 1932
  - Ogygioses eurata Issiki and Stringer, 1932
  - Ogygioses issikii Davis, 1995
  - Ogygioses luangensis Kristensen, 1995
- Osrhoes Druce, 1900
  - Osrhoes coronta Druce, 1900